# 石果珍珠茅
石果珍珠茅（学名：Scleria lithosperma）为莎草科珍珠茅属下的一个种。

## 扩展阅读
- 維基物種上的相關：石果珍珠茅